# رؤيا بطرس الغنوصية

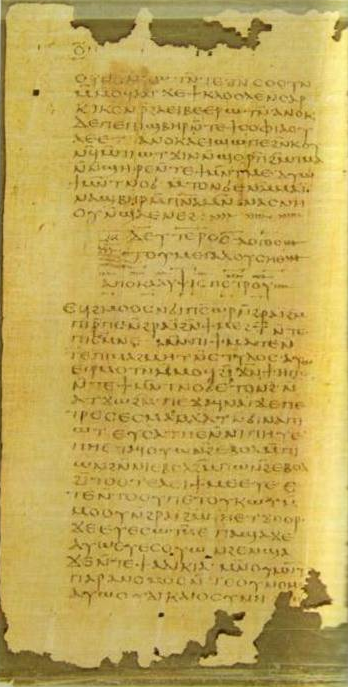
الصفحة 70 من المخطوطة السابعة من مكتبة نجع حمادي، والتي تحتوي على نهاية الرسالة الثانية لشيث الكبير وبداية رؤيا بطرس الغنوصية. بينما النص مكتوب باللغة القبطية، إلا أن العنوان في المنتصف قد احتُفظ به باليونانية: «άποκάλυψης πέτρου» (بمعنى: رؤيا بطرس).

رؤيا بطرس الغنوصية (بالإنجليزية: The Gnostic Apocalypse of Peter)‏، المعروفة أيضًا باسم رؤيا بطرس القبطية أو رؤيا بطرس الوحيانية والنبوئيَّة، هي الرسالة الثالثة في المخطوطة السابعة من مكتبة نجع حمادي. يُعتبر هذا العمل مرتبطًا بالغنوصية، وهي طائفة من المسيحية المبكرة، ويُعد جزءًا من نصوص العهد الجديد الأبوكريفية وأحد الأعمال الأدبية الرؤيوية. ويُرجَّحُ أن يكون قد كُتب باليونانية العامية المختلطة في أصله نحو عام 200 ميلادية. أمَّا المخطوطة الباقية من نجع حمادي فهي ترجمة رديئة من اليونانية إلى اللغة القبطية، ويُعتقد أنها تعود إلى القرن الرابع الميلادي.
لا يُعلم مُؤلِّفًا بعينه لهذا العمل، إلَّا أنَّ زعمًا نحله لبُطرسَ التِّلميذ، الذي أخذ يصف فيه ما تلقاه من الوحي أو الرُّؤى الوحيانية أثناء أُسبُوعِ الآلام. ويذكُرُ أنَّ يسوع قال له: «شرعتُ في عملٍ من خلالِك أدعو به الآخرين للعِرْفَةِ أو العِرفان (الغُنُوص)»، حتى يصل إلى الكشف عن أسرارٍ وقائعها تتموضع في المستقبل.
يتناول العمل نقدًا لمجموعات مسيحية أخرى، مقارنًا إياهم بالعميان والصم. يشير يسوع إلى أن المسيحيين الكاذبين (ربما يقصد بهم الحركة الأرثوذكسية المبكرة) سوف يمتلكون السلطة لفترة من الزمن، وأنهم سيكونون متكبرين، ويعارضون الحقيقة، ويقيمون أساقفة وشمامسة ليحكموا، ويضللون أتباعهم. في المقابل، فإن بعض المباركين (على الأرجح الغنوصيين) لديهم أرواح خالدة، ويطمئن يسوع بطرس أنهم سيسودون في النهاية على الآخرين. يرى بطرس في رؤية صلبًا قادمًا، ويشرح يسوع معناه الحقيقي في الحوار. ثم يطرح النص الدوستوية: وهي أن المسيح الإلهي، باعتباره كائنًا روحيًا، كان منيعًا ولم يعانِ من آلام العالم المادي، وبالتأكيد لم يمت خلال الصلب الظاهري. بل إن يسوع الإنسان فقط هو من عانى، في نسخة من نظرية البديل.

## المحتوى ومضمونه
في بداية النص، يجلس يسوع في هيكل ويتحدث إلى بطرس عن أهمية البر والمعرفة. يرى بطرس في رؤية أن الكهنة والشعب قد يحاولون قتلهما. يخبر يسوع بطرس أن الآخرين عميان، ويطلب منه وضع يديه على عينيه ليرى الحقيقة. وعندما يفعل بطرس ذلك، يرى نورًا جديدًا. وبالمثل، يستمع بطرس إلى الكهنة والشعب مرتين: في المرة الأولى بشكل طبيعي، وفي المرة الثانية بـ «أُذني رأسه»، فيسمع تمجيدًا لمجد يسوع. يؤكد يسوع أن الشعب أعمى وأصم، وأن العديد من الناس سيقبلون في البداية تعاليمه لكنهم سيبتعدون عنها بسبب إرادة «أبو ضلالهم». كما يحذر يسوع بطرس من الإفصاح عن هذه الرؤى لأبناء «هذا العصر».
يواصل يسوع حديثه، مشيرًا إلى أن الأبرار والأطهار سيدفعون نحو الموت، بينما سيضلل الآخرون من خلال تعاليم زائفة يروجها مخادع ذو عقائد معقدة. سيعلن بعضهم تعاليم شريرة وينطقون بالكلام الشرير بعضهم ضد بعض. هؤلاء الأشخاص سيسألون عن الأحلام التي أعطاها الشياطين، وسيحصلون على الدمار بدلاً من الخلود. لا يمكن للشر أن ينتج ثمرًا جيدًا؛ وبالمثل، فإن نفوس العصر الساقط الحالي (الدهر) هي دائمًا عبيدة لرغباتها، وهذه النفوس محكوم عليها بالدمار الأبدي. الأرواح الخالدة تشبه الأرواح الفانية لكنها لا تكشف عن طبيعتها الحقيقية، وتعيش حياة التأمل والإيمان. ما ليس موجودًا حقًا سوف يذوب في العدم، والصم والعميان سيلتحقون فقط بأمثالهم.
يصف النص أفعال ومواقف مجموعات مختلفة من الناس الذين ينشرون معلومات زائفة. بعض الأفراد سيكونون متكبرين ومتعجرفين، ولكنهم سيحسدون الأرواح النقية. آخرون سيكونون رسلًا للضلال، يخلقون قوانين زائفة وأقدارًا قاسية. سيكون هناك أيضًا من يدعون أن لديهم سلطة من الله ويضطهدون الآخرين، ولكنهم سيعاقبون. تجري مناقشة «الصغار»، حيث سيحكم المعلمون الزائفون عليهم لفترة من الزمن. ومع ذلك، فإن هؤلاء الصغار سيحكمون في النهاية على مضطهديهم، مما يقلب موازين الوضع. يخبر المخلص بطرس ألا يخاف، لأن الله الحقيقي سيجلب الحكم، وستكون الجهود العقيمة للخصوم الدنيويين موضع خزي. حتى عندما يقف بطرس في وسطهم، لن يفهموا، حيث يقف غير المرئي ضدهم.
يشاهد بطرس في رؤياه صلب يسوع. تكشف له الرؤية أن الشكل الجسدي ليسوع الذي يُصلب ليس هو الشكل الحقيقي، بل هو مجرد بديل أو شبيه. المسيح الحقيقي هو الكائن الروحي المملوء بالروح القدس، وهو مبتهج ويضحك من قلة إدراك أولئك الذين ظنوا أنهم يستطيعون قتله. هذا اليسوع يُنظر إليه على أنه الملء الفكري المتحد مع الروح القدس والنور الكامل. يجب الحفاظ على تعاليم هذه الرؤية وإعطاؤها لأجيال أخرى في عصر مختلف. وفي النهاية، يشجع يسوع بطرس مرة أخرى على أن يكون شجاعًا وألا يخاف، لأنه سيكون معه ولن يتمكن أعداؤه من إلحاق الأذى به. بعد هذه الرؤية، يعود بطرس إلى الواقع.

## التأليف والتاريخ والمخطوطة
مؤلف النص اليوناني الأصلي غير معروف، ولكن يُعتقد أنه كتب في فترة ما بين أواخر القرن الثاني إلى القرن الثالث (حوالي 150-300 م)، مع كون الخيار الأكثر احتمالاً هو أوائل القرن الثالث (حوالي 200-250 م). اقترح بيرغر أ. بيرسون أن المؤلف كان على الأرجح مصريًا، على الرغم من أن علماء آخرين اقترحوا أصولًا فلسطينية أو سورية. المخطوطة الباقية من نجع حمادي هي ترجمة رديئة من اليونانية إلى القبطية، ويرجح أنها تعود إلى القرن الرابع. اللهجة المستخدمة في النص المكتوب هي اللهجة الصعيدية القبطية، مع بعض السمات من اللهجة البحيرية القبطية. وبينما المخطوطة في حالة ممتازة من حيث قراءة النص، فإن العديد من المقاطع المربكة وغير المنطقية تشير إلى وجود أخطاء في الترجمة.
جرى اكتشاف مكتبة نجع حمادي عام 1945، ولكن لأسباب متنوعة، لم يجرِ نشر نسخة من المخطوطة السابعة وإتاحتها للجمهور حتى عام 1972. تُحفظ المخطوطة في المتحف القبطي في القاهرة القديمة. يتكون القسم من المخطوطة السابعة الذي يحتوي على رؤيا بطرس من 14 صفحة، من الصفحة 70 إلى الصفحة 84. ونظرًا لوجود مخطوطة واحدة فقط، يجري الاستشهاد بالمقاطع عن طريق رقم الصفحة ورقم السطر.

## التأثيرات الأدبية
تصنف رؤيا بطرس عمومًا ضمن الأدب الرؤيوي من حيث النوع والإلهام. يعني مصطلح "أبوكالبسي" في اليونانية "الكشف"، ويشير إلى الكشف أو رفع الحجاب عن الأسرار الإلهية. يتضمن العمل بعض الإشارات المحتملة إلى نصوص مسيحية يونانية ستُضم لاحقًا إلى العهد الجديد، ولكنه لا يحتوي على إشارات إلى الكتابات اليهودية أو إلى الأعمال المسيحية واليهودية غير القانونية. لا تشير هذه الإشارات بشكل مباشر إلى هذه الأعمال على أنها كتابات مقدسة؛ فلا توجد صيغ تقول "كما هو مكتوب" أو "يقول الكتاب المقدس" قبل هذه الإشارات، كما أنها غير محددة مباشرة. يشير هذا إلى وجود على الأقل خلفية مشتركة بين المسيحيين الغنوصيين والمسيحيين الأرثوذكس الأولين في تلك الفترة، حتى لو كان تفسير الغنوصيين للآلام مختلفًا تمامًا.

### فهرس الإحالات
1. ↑  Desjardins (1996), p. 218-219.
2. ↑  Meyer (2007), p. 488.
3. ↑  Desjardins & Brashler 1996، pp.201-207.
4. ↑  Meyer 2007، pp.487-490.
5. ↑  Havelaar 1999، pp.31-53.
6. ↑  Desjardins & Brashler 1996، صفحات 207-214.
7. ↑  Pearson (1990), p. 67–74.
8. ↑  Meyer 2007، صفحات 487-490.
9. ↑  Werner (2003), p. 700-712.
10. 1 2  Havelaar 1999، صفحات 15-16.
11. ↑  Havelaar 1999، صفحات 22-29.
12. 1 2  Havelaar 1999، صفحات 15, 54-69.
13. 1 2  Luttikhuizen (2003), p. 187–200.
14. ↑  Robinson (1972), p. vii-xii.
15. ↑  Havelaar 1999، صفحات 19-20.
16. ↑  Havelaar (1999), p. 12-13, 69, 114-130.
17. ↑  Bauckham (2015), p. 115–138.
18. ↑  Havelaar (1998), p. 221–233.

### معلومات المراجع
- Desjardins, Michel (1996). "Introduction to VII,3 Apocalypse of Peter". Nag Hammadi Codex VII (بالإنجليزية). Brill. DOI:10.1163/9789004437333_010. ISBN:978-90-04-43733-3.
- Meyer, Marvin W. (2007). "The Revelation of Peter". The Nag Hammadi Scriptures (بالإنجليزية). HarperOne. pp. 487–497. ISBN:9780060523787.
- Havelaar, Henriette W. (1999). The Coptic Apocalypse of Peter (Nag-Hammadi-Codex VII,3). TU 144 (بالإنجليزية). Akademie Verlag. DOI:10.1515/9783110884449. ISBN:978-3-11-017332-1.
- Pearson, Birger (1990). "The Apocalypse of Peter and Canonical 2 Peter". Gnosticism & The Early Christian World (بالإنجليزية). Polebridge Press. pp. 67–74.
- Werner, Andreas (2003). Schneemelcher, Wilhelm (ed.). New Testament Apocrypha: Volume Two: Writings Relating to the Apostles; Apocalypses and Related Subjects (بالإنجليزية). Translated by Wilson, Robert McLachlan (Revised ed.). Westminster Press. pp. 700–712.
- Luttikhuizen, Gerard P. (2003). "The Suffering Jesus and The Invulnerable Christ in the Gnostic Apocalypse of Peter". In Bremmer, Jan N.; Czachesz, István (eds.). The Apocalypse of Peter (بالإنجليزية). Leuven: Peeters (publishing company). pp. 187–200. ISBN:90-429-1375-4.
- Robinson, James M., ed. (1972). The Facsimile Edition of the Nag Hammadi Codices: Codex VII (بالإنجليزية). Leiden: Brill. pp. vii–xii. ISBN:9004036024.
- Bauckham, Richard (2015). "Non-canonical Apocalypses and Prophetic Works". In Gregory, Andrew; et al. (eds.). The Oxford Handbook of Early Christian Apocrypha (بالإنجليزية). Oxford University Press. pp. 115–138. DOI:10.1093/oxfordhb/9780199644117.013.7. ISBN:978-0-19-108018-0.
- Havelaar, Henriette W. (1998). "The Use of Scripture in the Coptic Gnostic Apocalypse of Peter (NHC VII,3)". In Rutgers, Leonard Victor; Van Der Horst, Pieter Willem; Havelaar, Henriette W.; Teugels, Lieve M. (eds.). The Use of Sacred Books in the Ancient World (بالإنجليزية). Leuven: Peeters. pp. 221–233. ISBN:90-429-0696-0.